# Emily Kinney

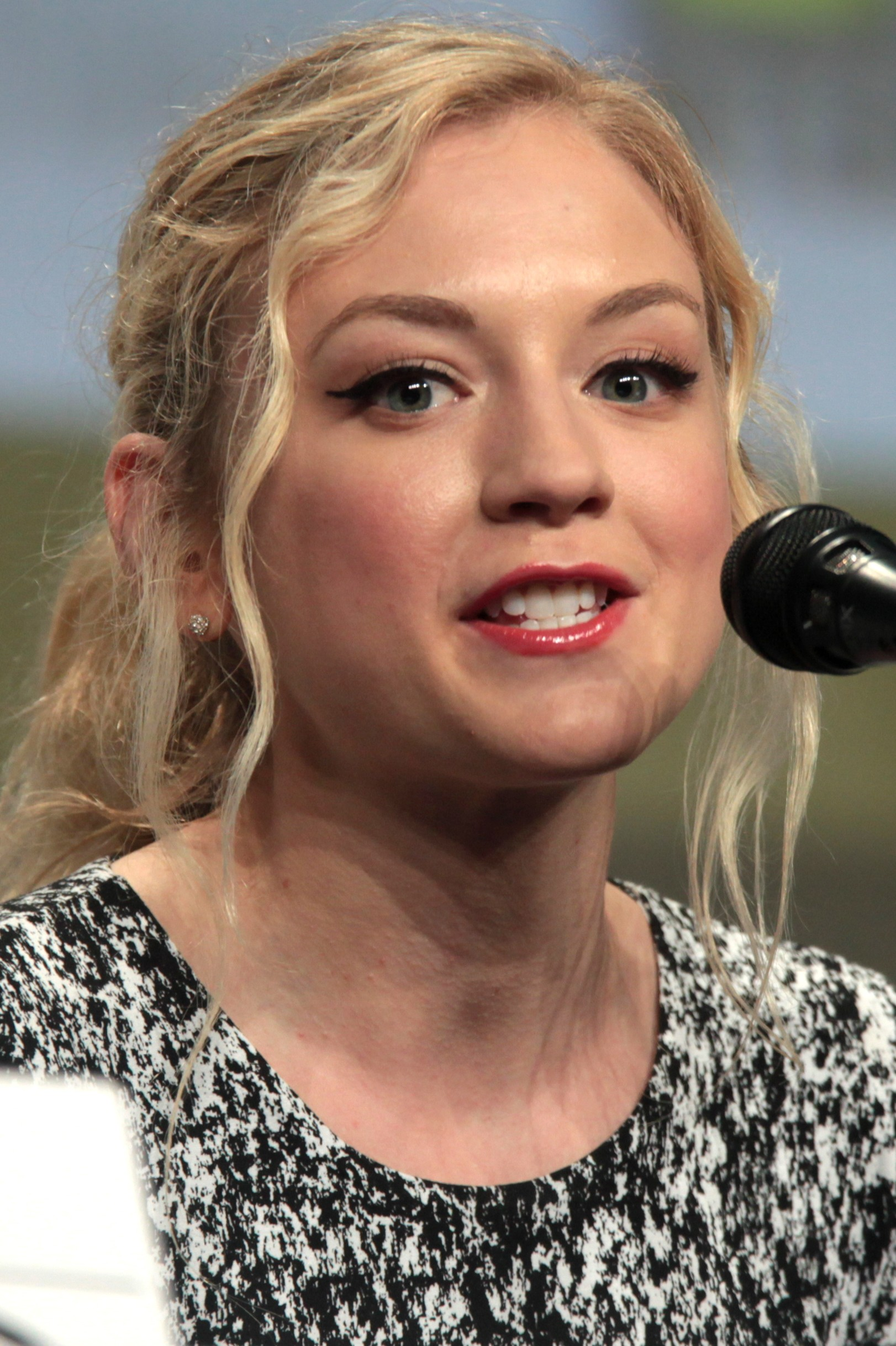
Emily Kinney 2014

Emily Rebecca Kinney (* 15. August 1985 in Wayne, Nebraska) ist eine US-amerikanische Schauspielerin und Sängerin.

## Leben
Kinney machte 2006 den Abschluss als Bachelor of Arts in Theatre an der Nebraska Wesleyan University.

### Filmkarriere
Emily Kinney ist seit 2007 als Schauspielerin aktiv. Zunächst war sie in zwei Kurzfilmen zu sehen und übernahm Rollen in verschiedenen Fernsehserien, wie Criminal Intent – Verbrechen im Visier, The Unusuals, Good Wife und Law & Order: Special Victims Unit. 2009 spielte sie eine kleine Rolle in der Komödie Wenn Liebe so einfach wäre. Zwei Jahre später war sie in drei Folgen der Serie The Big C zu sehen.
Von 2011 bis 2014 war sie in einer durchgehenden Nebenrolle; in der vierten und fünften Staffel in einer Hauptrolle in der Fernsehserie The Walking Dead als Farmerstochter Beth Greene zu sehen. 2015 trat sie als Nora Everett in vier Episoden der Serie Masters of Sex auf. Ab dem 3. Oktober 2016 war sie als Tess Larson in der ersten und einzigen Staffel der Serie Conviction des Senders ABC zu sehen.

### Musikkarriere
Im September 2011 veröffentlichte sie ihre erste EP mit dem Titel Blue Toothbrush, die fünf Lieder beinhaltet. Außerdem singt sie auf dem ersten offiziellen Soundtrack zur Serie The Walking Dead, zusammen mit ihrer Serien-Schwester Lauren Cohan, das Lied The Parting Glass.
Bisher erschienen vier Alben: 2014 Expired Love, 2015 This Is War, 2018 Oh Jonathan und 2021 The Supporting Character.

## Filmografie (Auswahl)
- 2008: Criminal Intent – Verbrechen im Visier (Law & Order: Criminal Intent, Fernsehserie, Episode 7x12 Bombenstory)
- 2009: The Unusuals (Fernsehserie, Episode 1x09 Nackt in New York)
- 2009: Wenn Liebe so einfach wäre (It’s Complicated)
- 2010: Good Wife (The Good Wife, Fernsehserie, Episode 2x07 Böses Mädchen)
- 2011: The Big C (Fernsehserie, 3 Episoden)
- 2011–2015: The Walking Dead (Fernsehserie, 36 Episoden)
- 2012: Law & Order: Special Victims Unit (Fernsehserie, Episode 13x15 Jagdrevier)
- 2013: Concussion – Leichte Erschütterung (Concussion)
- 2014: The Following (Fernsehserie, Episode 2x10 Keine Erlösung ohne Blut)
- 2015: Forever (Fernsehserie, Episode 1x16 Erinnerungen einer Ermordung)
- 2015, 2019: The Flash (Fernsehserie, 2 Episoden)
- 2015: Masters of Sex (Fernsehserie, 4 Episoden)
- 2015: The Knick (Fernsehserie, 3 Episoden)
- 2016: Love on the Sidelines (Fernsehfilm)
- 2016: Arrow (Fernsehserie, Episode 4x17, Beacon of Hope)
- 2016–2017: Conviction (Fernsehserie, 13 Episoden)
- 2017: Ten Days in the Valley (Fernsehserie, 5 Episoden)
- 2018–2019: Princess Rap Battle (Fernsehserie, 2 Episoden)
- 2020: Messiah (Fernsehserie, 5 Episoden)
- 2021: The Enormity of Life
- 2022: Santa Bootcamp
- 2023: Alert: Missing Persons Unit (Fernsehserie, Episode 1x07, Shannon)

## Diskografie

### EP
- 2011: Blue Toothbrush
- 2013: Expired Love
- 2014: Rockstar (Single)

### Alben
- 2014: Expired Love (Wiederveröffentlichung der EP Version mit zusätzlichen Titeln)
- 2015: This Is War
- 2018: Oh Jonathan
- 2021: The Supporting Character